# Burzaco
Burzaco ist eine Stadt im Partido Almirante Brown der Provinz Buenos Aires in Argentinien und gehört zur südlichen Zone des Großraums Gran Buenos Aires und hatte bei der Volkszählung 2001 auf einer Fläche von 22,77 Quadratkilometern 86.113 Einwohner. Die Stadt liegt ca. 27 km südlich von Buenos Aires entfernt.

## Geschichte
Die Geschichte Burzacos war in den ersten 300 Jahren seit dem 17. Jahrhundert von der Landwirtschaft bestimmt. Die Fertigstellung der Eisenbahn und die Ankunft der Brüder Eugenio und Francisco Burzaco am 14. August 1865 gilt als die Geburtsstunde des Ortes. Am 5. Juni 1888 erschütterte um 3:20 Uhr das Erdbeben im Gebiet des Río de la Plata 1888 die Siedlung.
Das Gebiet entwickelte sich allmählich zu einer städtischen Wohn- und Geschäftslage. 1916 erfolgte die Einrichtung der Biblioteca Popular Mariano Moreno und 1935 die Eröffnung der Universidad Popular de Burzaco (Volkshochschule). 1965 wurde Burzaco offiziell zur Stadt erklärt.

## Sehenswürdigkeiten
Auf der zentralen Plaza General Manuel Belgrano befindet sich das am 25. Juli 1943 eingeweihte Monumento a la bandera zu Ehren der blau-weiß-blauen Nationalflagge Argentiniens.

## Verkehr
Seit 2007 ist die halbstaatliche Aktiengesellschaft "Linea General Roca U.G.O.F.E.S.A" mit dem Eisenbahnbetrieb nach Burzaco und darüber hinaus betraut. Das Grundstück für die Errichtung des Bahnhofs Burzaco wurde im 19. Jahrhundert der Eisenbahngesellschaft von den Brüdern Burzaco geschenkt.

## Persönlichkeiten
- Comandante Manuel Prado, argentinischer Militär, Historiker und Befehlshaber in den Indianerkriegen (1863–1932), Buch: La Guerra de Málon.
- Gustavo Claudio Aritto: argentinischer Autor